# Vezír (ókori Egyiptom)
| G47 | t · Z1 | A1 |

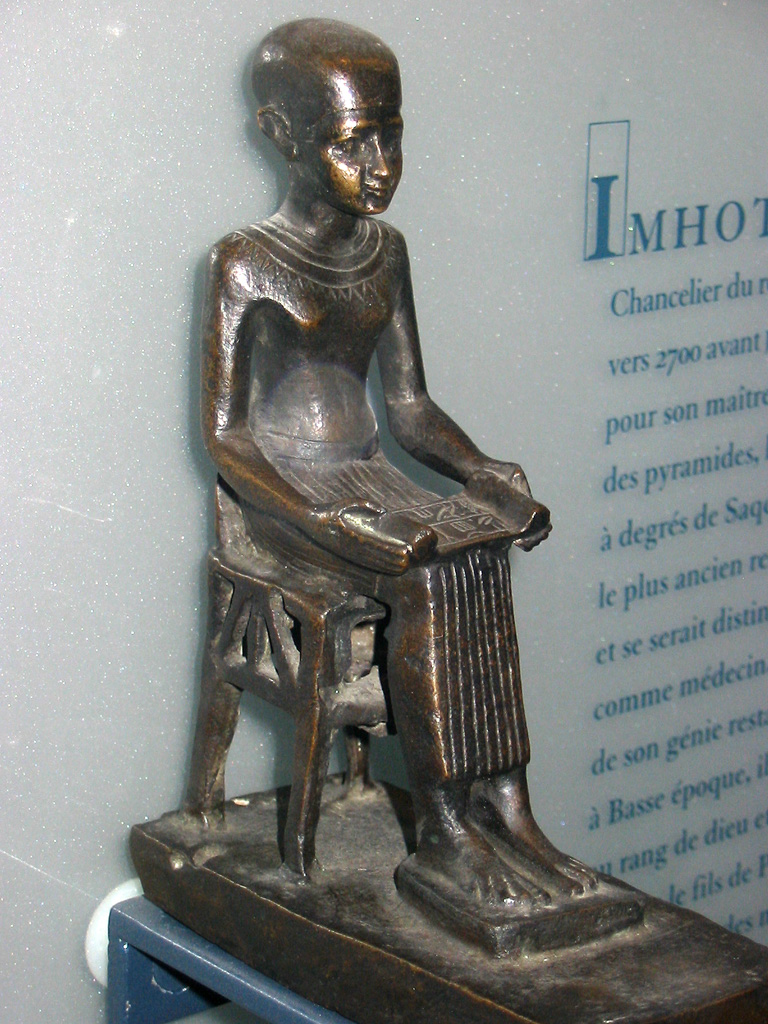
Imhotep, az egyik leghíresebb vezír Dzsószer uralkodása alatt szolgált. Ő a világ első ismert orvosa és építésze

A vezír az ókori Egyiptomban a fáraót szolgáló legmagasabb rangú tisztségviselő. Az egyiptomi tjati rang általánosan elfogadott fordítása. Gyakran a fáraó nevezte ki őket hűségük vagy tehetségük jutalmaként. A Rehmiré intelmei című újbirodalmi szöveg részletezi a vezír kötelességeit.

## Felelőssége
A vezírek, bár a fáraó nevezte ki őket, gyakran családon belül örökölték hatalmukat. Több közülük maga is a királyi család tagja volt vagy beházasodott a királyi családba, főleg az óbirodalom idején. Fő feladata az ország irányításának felügyelése volt, akár a mai miniszterelnököké, de néha a legapróbb részletekig. A kisebb tisztségviselők (például az adóbeszedők és írnokok) is neki jelentettek, és az ítélkezésben is szerepet kapott, de a király bármikor bármiben felülbírálhatta döntéseit. A vezír feladata volt gondoskodni a király és a palota biztonságáról is. Gyakran pecséthordozók is voltak.
Az újbirodalom idején Alsó- és Felső-Egyiptomnak külön vezírje volt (Észak és Dél vezírjének is szokták nevezni őket). Nem tisztázott, hogy I. Jahmesz vagy I. Amenhotep idején, de már a dinasztia első uralkodóinál kialakult ez a szokás.
A Rehmiré intelmeiben a vezír kötelességei:
- A törvénynek megfelelően cselekedjen
- Igazságosan ítélkezzen
- Ne legyen akaratos, makacs

## Ismert vezírek

### Archaikus kor és Óbirodalom
| Vezír             | Fáraó                            | Dinasztia             | Megjegyzések                                                             |
| ----------------- | -------------------------------- | --------------------- | ------------------------------------------------------------------------ |
| Hemaka            | Den                              | I. dinasztia          | Den fáraó főembere (talán még nem vezír, de annak megfelelő pozíció)     |
| Imhotep           | Dzsószer                         | III. dinasztia        | a fáraó piramisának tervezője, később isten                              |
| Kagemni           | Sznofru                          | IV. dinasztia         | A Kagemni intelmei feltételezett szerzője; korabeli szövegek nem említik |
| Nofermaat         | Hufu                             | IV. dinasztia         | Sznofru fáraó fia, Hemiunu apja                                          |
| Hemiunu           | Hufu                             | IV. dinasztia         | Nofermaat fia, valószínűleg a Hufu-piramis tervezője                     |
| Kawab             | Hufu                             | IV. dinasztia         | Hufu legidősebb fia                                                      |
| Anhhaf            | Hafré                            | IV. dinasztia         | Sznofru fia                                                              |
| II. Nofermaat     | Hafré                            | IV. dinasztia         | Id. Nofermaat unokaöccse, Nofretkau hercegnő fia, Sznofru unokája        |
| Minhaf            | Hafré                            | IV. dinasztia         | Hufu fia                                                                 |
| Hufuhaf           | Hafré                            | IV. dinasztia         | Hufu fia                                                                 |
| Nikauré           | Menkauré                         | IV. dinasztia         | Hafré fia                                                                |
| Anhmaré           | Menkauré                         | IV. dinasztia         | Hafré fia                                                                |
| Duaenré           | Menkauré                         | IV. dinasztia         | Hafré fia                                                                |
| Nebemahet         | Menkauré                         | IV. dinasztia         | III. Mereszanh királyné fia                                              |
| Junmin            | Menkauré                         | IV. dinasztia         | Lehetséges, hogy Hafré fia                                               |
| Babaef            | Sepszeszkaf                      | IV. dinasztia         | Hafré unokája                                                            |
| Szehemkaré        | Uszerkaf és Szahuré              | V. dinasztia          | Hafré és Hekenuhedzset fia                                               |
| Szesathotep       | bizonytalan                      | V. dinasztia eleje    | Nem biztos, hogy valóban vezír volt                                      |
| Werbauba          | Szahuré                          | V. dinasztia          |                                                                          |
| Uasptah           | Noferirkaré                      | V. dinasztia          |                                                                          |
| Minnofer          | Niuszerré                        | V. dinasztia          |                                                                          |
| Ptahsepszesz      | Niuszerré                        | V. dinasztia          | Niuszerré Ini veje lett nem sokkal annak trónra lépte után               |
| Kai               | Niuszerré                        | V. dinasztia          |                                                                          |
| Pehenuikai        | Niuszerré                        | V. dinasztia          |                                                                          |
| Ptahhotep Deser   | Menkauhór vagy Dzsedkaré Iszeszi | V. dinasztia          |                                                                          |
| Ptahhotep         | Dzsedkaré Iszeszi                | V. dinasztia          |                                                                          |
| Szesemnofer       | Dzsedkaré Iszeszi                | V. dinasztia          |                                                                          |
| Ptahhotep         | Dzsedkaré Iszeszi                | V. dinasztia          | A Ptahhotep intelmei feltételezett szerzője                              |
| Rasepszesz        | Dzsedkaré Iszeszi                | V. dinasztia          |                                                                          |
| Ahethotep         | Dzsedkaré Iszeszi                | V. dinasztia          | Ptahhotep fia                                                            |
| Szenedzsemib Inti | Dzsedkaré Iszeszi                | V. dinasztia          |                                                                          |
| Ptahhotep Tjefi   | Unisz                            | V. dinasztia          |                                                                          |
| Ahethotep Hemi    | Unisz                            | V. dinasztia          |                                                                          |
| Ihi               | Unisz                            | V. dinasztia          |                                                                          |
| Nianhba           | Unisz                            | V. dinasztia          |                                                                          |
| Szehemanhptah     |                                  | V. vagy VI. dinasztia | Datálása bizonytalan. Lehet, hogy egy fáraó veje.                        |
| Szenedzsemib Mehi |                                  | VI. dinasztia         | talán Unisz (vagy Dzsedkaré Iszeszi) veje                                |
| Hnumenti          |                                  | VI. dinasztia         | Unisz vagy II. Teti, Szenedzsemib Inti fia                               |
| Noferszesemré     | II. Teti                         | VI. dinasztia         |                                                                          |
| Kagemni           | II. Teti                         | VI. dinasztia         | Teti veje                                                                |
| Mereruka          | II. Teti                         | VI. dinasztia         | Teti veje                                                                |
| Khentika          | II. Teti                         | VI. dinasztia         |                                                                          |
| Mehu              | II. Teti                         | VI. dinasztia         |                                                                          |
| Anhmahór          | II. Teti, I. Pepi                | VI. dinasztia         |                                                                          |
| Merefnebef        | II. Teti, I. Pepi                | VI. dinasztia         | Sírjában Unaszanh és Fefi néven is említik                               |
| Heszi             | II. Teti, I. Pepi                | VI. dinasztia         |                                                                          |
| Meriteti          | I. Pepi                          | VI. dinasztia         | Teti unokája, Mereruka fia                                               |
| Junmin            | I. Pepi                          | VI. dinasztia         |                                                                          |
| Nebet             | I. Pepi                          | VI. dinasztia         | I. Pepi anyósa                                                           |
| Tjetju            | I. Pepi                          | VI. dinasztia         |                                                                          |
| Kar               | I. Pepi                          | VI. dinasztia         |                                                                          |
| Dzsau             | I. Pepi                          | VI. dinasztia         | I. Pepi sógora, Nebet fia                                                |
| Rawer             | I. Pepi                          | VI. dinasztia         |                                                                          |
| Anhmeriré         | II. Pepi                         | VI. dinasztia         |                                                                          |
| Henu              | II. Pepi                         | VI. dinasztia         |                                                                          |
| Iihent            | II. Pepi                         | VI. dinasztia         |                                                                          |
| Hotepka           | II. Pepi                         | VI. dinasztia         |                                                                          |
| Ptahsepszesz Impi | II. Pepi                         | VI. dinasztia         |                                                                          |
| Semai             | Noferkauré, Noferkauhór          | VIII. dinasztia       | Noferkauhór veje, Koptosz nomarkhosza, majd vezír                        |
| Idi               | Noferirkaré (?)                  | VIII. dinasztia       | Semai fia                                                                |

### Középbirodalom és második átmeneti kor
| Vezír                  | Fáraó                           | Dinasztia                                 | Megjegyzések                                                            |
| ---------------------- | ------------------------------- | ----------------------------------------- | ----------------------------------------------------------------------- |
| Bebi                   | II. Montuhotep                  | XI. dinasztia                             |                                                                         |
| Dagi                   | II. Montuhotep                  | XI. dinasztia                             |                                                                         |
| Ahanaht                | II. Montuhotep                  | XI. dinasztia                             |                                                                         |
| Amenemhat              | IV. Montuhotep                  | XI. dinasztia                             | Később I. Amenemhat néven fáraó, a XII. dinasztia első uralkodója       |
| Ipi                    | I. Amenemhat                    | XII. dinasztia                            |                                                                         |
| Kai                    | I. Amenemhat                    | XII. dinasztia                            | Neheri fia                                                              |
| Antefiker              | I. Amenemhat I. Szenuszert      | XII. dinasztia                            | A Vádi el-Hudiban említik, hadjáratra ment Alsó-Núbiába                 |
| Szenuszert             | I. Szenuszert, II. Amenemhat    | XII. dinasztia                            |                                                                         |
| Ameni                  | II. Amenemhat                   | XII. dinasztia                            | talán azonos az ugyanilyen nevű, II. Szenuszert alatt szolgáló vezírrel |
| Amenemhatanh           | II. Amenemhat (?)               | XII. dinasztia                            |                                                                         |
| Sziésze                | II. Amenemhat                   | XII. dinasztia                            |                                                                         |
| Szobekemhat            | III. Szenuszert                 | XII. dinasztia                            |                                                                         |
| Nebit                  | III. Szenuszert                 | XII. dinasztia                            |                                                                         |
| Hnumhotep              | III. Szenuszert, III. Amenemhat | XII. dinasztia                            |                                                                         |
| Heti                   | III. Amenemhat                  | XII. dinasztia                            |                                                                         |
| Ameni                  | III. Amenemhat                  | XII. dinasztia                            | [ 8 ]                                                                   |
| Szimontu               | III. Amenemhat                  | XII. dinasztia                            | [ 8 ]                                                                   |
| Szenuszert-anh         |                                 | XII. dinasztia vége XIII. dinasztia eleje |                                                                         |
| Henmesz                | [ 8 ]                           | XIII. dinasztia                           |                                                                         |
| Anhu                   | Hendzser                        | XIII. dinasztia                           |                                                                         |
| Resszeneb              |                                 | XIII. dinasztia                           | Ankhu fia                                                               |
| Iymeru                 |                                 | XIII. dinasztia                           | Anhu fia                                                                |
| Noferkaré Iymeru       | IV. Szobekhotep                 | XIII. dinasztia                           |                                                                         |
| Szobka, más néven Bebi |                                 | XIII. dinasztia                           |                                                                         |
| Ibiau                  | Ibiau vagy Ay                   | XIII. dinasztia                           |                                                                         |
| Szenebhenaf            | Ibiau, Ay vagy Dzsehuti         | bizonytalan                               |                                                                         |
| Aya                    | Merhotepré Ini                  | XIII. dinasztia                           | El-Kab kormányzója, Ini első évétől vezír                               |
| Ayameru                |                                 | XIII. dinasztia                           | Aya fiatalabb fia                                                       |

Ameni, Iwi, Menuhotep, [Nebszu]-menu, Hori, Szobek-aa Bebi, Dedumont Szenebtifi: vezírek a XII. dinasztia végén vagy a XIII. elején, csak pecsétfeliratokról ismert a nevük

### Újbirodalom
| Vezír                     | Fáraó                                                     | Dinasztia             | Megjegyzések |
| ------------------------- | --------------------------------------------------------- | --------------------- | --- |
| Tetinofer                 | I. Jahmesz (?)                                            | XVIII. dinasztia      | Észak vezírje (Memphisz) |
| Imhotep                   | I. Thotmesz                                               | XVIII. dinasztia      | Dél vezírje (Théba) |
| Aaheperrészeneb           | I. Thotmesz                                               | XVIII. dinasztia      | Dél vezírje |
| Amethu, más néven Jahmesz | II. Thotmesz, Hatsepszut                                  | XVIII. dinasztia      | Dél vezírje |
| Hapuszeneb                | Hatsepszut                                                | XVIII. dinasztia      | |
| Uszeramon                 | Hatsepszut, III. Thotmesz                                 | XVIII. dinasztia      | Dél vezírje, Amethu fia |
| Noferweben                | III. Thotmesz                                             | XVIII. dinasztia      | valószínűleg Észak vezírje, Amethu fia |
| Rehmiré                   | III. Thotmesz, II. Amenhotep                              | XVIII. dinasztia      | Dél vezírje |
| Amenemopet Pairi          | II. Amenhotep, IV. Thotmesz                               | XVIII. dinasztia      | Dél vezírje |
| Szeni                     | IV. Thotmesz                                              | XVIII. dinasztia      | Dél vezírje |
| Hapu                      | IV. Thotmesz                                              | XVIII. dinasztia      | Dél vezírje |
| Thotmesz                  | IV. Thotmesz III. Amenhotep                               | XVIII. dinasztia      | Észak vezírje |
| Ptahmosze                 | III. Amenhotep                                            | XVIII. dinasztia      | Dél vezírje |
| Amenhotep Hui             | III. Amenhotep                                            | XVIII. dinasztia      | Észak vezírje |
| Aperel                    | III. Amenhotep, Ehnaton                                   | XVIII. dinasztia      | Észak vezírje |
| Ramosze                   | III. Amenhotep, Ehnaton                                   | XVIII. dinasztia      | Dél vezírje |
| Nahtpaaton                | Ehnaton                                                   | XVIII. dinasztia      | Dél vezírje |
| Pentu                     | Tutanhamon                                                | XVIII. dinasztia      | Dél vezírje; talán azonos Pentuval, Ehnaton udvari orvosával |
| Uszermontu                | Tutanhamon                                                | XVIII. dinasztia      | Dél vezírje; talán Horemheb alatt is szolgált |
| Ay ?                      | Tutanhamon                                                | XVIII. dinasztia      | Dél vezírje |
| Paramesszu                | Horemheb                                                  | XVIII. dinasztia      | Később I. Ramszesz néven trónra lépett |
| Nebamon                   | Horemheb, I. Széthi                                       | XVIII.-XIX. dinasztia | Észak vezírje II. Ramszesz uralkodásának első évéig |
| Széthi                    | I. Ramszesz                                               | XIX. dinasztia        | valószínűleg azonos Széthivel, I. Ramszesz fiával, később fáraó I. Széthi néven |
| Hatiai                    | I. Széthi, II. Ramszesz                                   | XIX. dinasztia        | Észak vezírje? |
| Paszer                    | I. Széthi, II. Ramszesz                                   | XIX. dinasztia        | Dél vezírje |
| Nehi                      | II. Ramszesz                                              | XIX. dinasztia        | Csak két szoborról ismert (Armantból és Deir el-Medinéből), vagyis Dél vezírje lehetett. Létezése nem bizonyított, lehet, hogy a szobrok a XX. dinasztia idején élt Nehi szobrai.        |
| Hai                       | II. Ramszesz                                              | XIX. dinasztia        | Dél vezírje, kb. 27.-45. uralkodási év között |
| Thotmesz                  | II. Ramszesz                                              | XIX. dinasztia        | Dél vezírje, kb. 45.-50. uralkodási év között |
| I. Paréhotep              | II. Ramszesz                                              | XIX. dinasztia        | Észak vezírje a 40. év körül |
| II. Paréhotep             | II. Ramszesz                                              | XIX. dinasztia        | Észak vezírje az 50. év körül |
| Noferronpet               | II. Ramszesz                                              | XIX. dinasztia        | Dél vezírje az 50. év körül |
| Paneheszi                 | Merenptah                                                 | XIX. dinasztia        | Dél vezírje |
| Penszehmet                | Merenptah                                                 | XIX. dinasztia        | Dél vezírje Merenptah 8. évében |
| Meriszahmet               | Merenptah                                                 | XIX. dinasztia        | Észak vezírje Merenptah 3. éve körül |
| Hori                      | II. Széthi, Sziptah, Tauszert, Széthnaht és III. Ramszesz | XIX. dinasztia        | II. Ramszesz dédunokája |
| Amenmosze                 | II. Széthi és Amenmessze                                  | XIX. dinasztia        | Dél vezírje |
| Haemtir                   | II. Széthi és Amenmessze                                  | XIX. dinasztia        | Dél vezírje |
| Paréemheb                 | II. Széthi és Amenmessze                                  | XIX. dinasztia        | Dél vezírje |
| Bay                       | Sziptah                                                   | XIX. dinasztia        | |
| Juti                      |                                                           | XX. dinasztia         | Észak vezírje? |
| Nehi (?)                  | III. Ramszesz                                             | XX. dinasztia         | |
| Hewernef                  | III. Ramszesz                                             | XX. dinasztia         | Dél vezírje a 10. és a 29. uralkodási év közt; mindez azonban egyetlen osztrakonon talált rövid, hieratikus teszt értelmezésétől függ (ma Firenzében található), és nem teljesen biztos. |
| Ta                        | III. Ramszesz                                             | XX. dinasztia         | Dél, majd Észak és Dél vezírje |
| Noferronpet               | IV. Ramszesz                                              | XX. dinasztia         | talán Észak és Dél vezírje |
| Montuherhetef             | IX. Ramszesz                                              | XX. dinasztia         | Dél vezírje |
| Wennefer                  | IX. Ramszesz                                              | XX. dinasztia         | Dél vezírje |
| Nebmarénaht               | IX. Ramszesz, X. Ramszesz és XI. Ramszesz                 | XX. dinasztia         | |
| Haemuaszet                | IX. Ramszesz                                              | XX. dinasztia         | Dél vezírje |
| Herihór                   | XI. Ramszesz                                              | XX. dinasztia         | Dél vezírje, végül elfoglalta a trónt |

### Harmadik átmeneti kor
- I. Pinedzsem, vezír, majd fáraó
- Hór: II. Oszorkon ükunokája, vezír III. Oszorkon alatt
- Nahtefmut: II. Takelot veje, vezír III. Oszorkon alatt
- Neszpakasuti: III. Takelot unokája

### Későkor
| Vezír                      | Fáraó         | Dinasztia            | Megjegyzések |
| -------------------------- | ------------- | -------------------- | --- |
| Hamhór                     |               | XXV. dinasztia       | Dél vezírje, Harsziésze fia |
| Harsziésze Pahrer          |               | XXV. dinasztia       | Dél vezírje, Hamhór fia |
| Neszmin                    |               | XXV. dinasztia       | Dél vezírje, Hamhór fia |
| Montuhotep                 |               | XXV. dinasztia       | Észak vezírje |
| III. Neszpakasuti          |               | XXV.-XXVI. dinasztia | Dél vezírje |
| Harsziésze                 |               | XXV.-XXVI. dinasztia | Észak vezírje |
| Neszpamedu                 |               | XXV.-XXVI. dinasztia | III. Neszpakasuti fia; Dél vezírje, Egyiptom asszír megszállása alatt volt hatalmon. Asszír forrásokban Thinisz királyaként szerepel. |
| IV. Neszpakasuti           |               | XXV.-XXVI. dinasztia | Dél vezírje, Neszpamedu fia, sírja a TT312                                                                                            |
| Dzsedkaré                  |               | XXV.-XXVI. dinasztia | Észak vezírje |
| Szaszobek                  | I. Pszammetik | XXV.-XXVI. dinasztia | Észak vezírje |
| Montuhotep                 |               | XXV.-XXVI. dinasztia | Észak vezírje |
| Harsziésze                 |               | XXV.-XXVI. dinasztia | Észak vezírje; csak szarkofágjáról és lánya sztéléjéről ismert.                                                                       |
| Anhwennofer                | I. Pszammetik | XXVI. dinasztia      | Dél vezírje |
| Iri                        | I. Pszammetik | XXVI. dinasztia      | Dél vezírje |
| Dzsedbasztetiufanh         | I. Pszammetik | XXVI. dinasztia      | Dél vezírje |
| Naszeheperenszehmet        | I. Pszammetik | XXVI. dinasztia      | Észak vezírje |
| Bakenrenef                 | I. Pszammetik | XXVI. dinasztia      | Észak vezírje |
| Gemenefhorbak              |               | XXVI. dinasztia      | Észak vezírje |
| Harszomtuszemhat           |               | XXVI. dinasztia      | Észak vezírje |
| Pszammetik-Merineith       | II. Jahmesz   | XXVI. dinasztia      | Észak vezírje |
| Paserientaihet (Padineith) | II. Jahmesz   | XXVI. dinasztia      | Észak vezírje |
| Harsziésze                 |               | XXVI. dinasztia      | Észak vezírje |
| Pszammetikszeneb           | II. Nektanebó | XXX. dinasztia       | |

### Egyéb
- A bibliai történetben József is a fáraó vezírje volt.